# 2007 w informatyce
Kalendarium informatyczne 2007 roku
- 17 stycznia – wydano VirtualBox[1].
- 17 stycznia – został wykryty wirus komputerowy Storm Worm[1].
- 29 stycznia – Apple zaprezentowało iPhone[1].
- 30 stycznia – Microsoft wydał system operacyjny Windows Vista oraz pakiet biurowy Office 2007[1].
- 4 marca – Estonia była pierwszym krajem, który przeprowadził wybory przez Internet[1].
- 16 kwietnia – wydano Adobe Photoshop CS3[1].
- 22 maja – Google opublikowało Google Trends[1].
- 25 maja – Google uruchomiło Google Street View[1].
- wrzesień – zaprzestano produkcję procesorów Intel 80386[1].
- sierpień – powstał SoundCloud[1].
- 5 listopada – Google wypuściło system operacyjny Android[1].
- Studio CD Projekt wydało grę komputerową Wiedźmin[2].